# Esther Schop
Esther Schop (Alkmaar, 22 januari 1990) is een voormalige Nederlandse handbalster.

## Onderscheidingen
- Cirkelloopster van het jaar van de Eredivisie: 2011/12[2]